# بخش مرکزی شهرستان خلخال
بخش مرکزی شهرستان خلخال یکی از بخش‌های تابعه شهرستان خلخال در استان استان اردبیل ایران است. مرکز آن شهر خلخال است که با شهر میانه 96 کیلومتر و با اردبیل 110 کیلومتر فاصله دارد.

## تقسیمات کشوری
- بخش مرکزی شهرستان خلخال
  - دهستان خانندبیل شرقی
  - دهستان خانندبیل غربی
  - دهستان سنجیدشرقی

شهرها: خلخال

## جمعیت
بنابر سرشماری مرکز آمار ایران، جمعیت بخش مرکزی شهرستان خلخال در سال ۱۳۸۵ برابر با ۶۵۶۳۸ نفر بوده است.